# Statens veterinärmedicinska anstalt

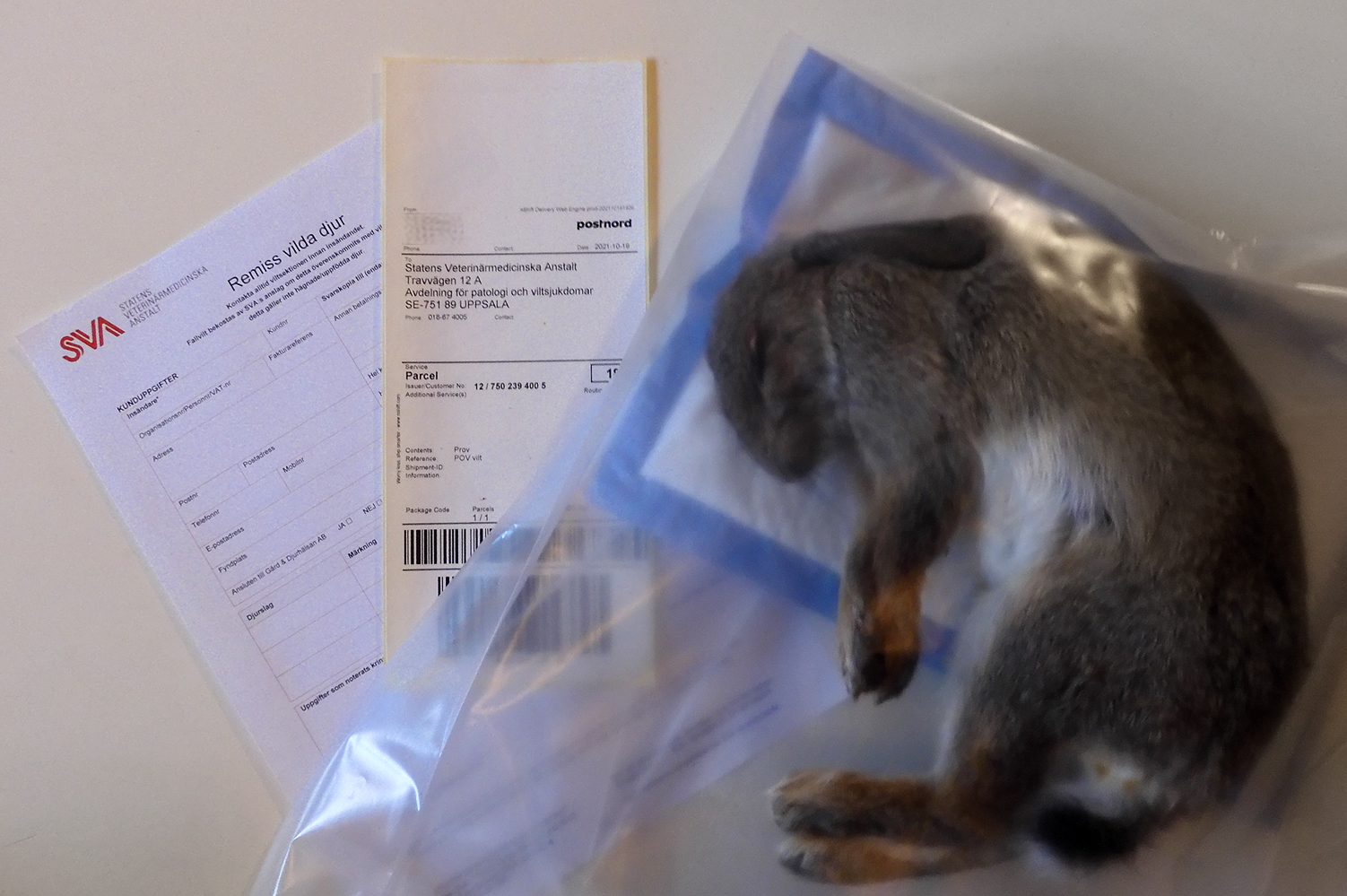
Djupfryst Kanin klar att sändas till SVA.

Statens veterinärmedicinska anstalt (SVA) är en svensk statlig förvaltningsmyndighet som har till uppgift att vara veterinärmedicinskt expert- och serviceorgan åt myndigheter och enskilda. SVA ska bland annat utreda smittsamma djursjukdomars uppkomst, orsak och spridningssätt och vara nationellt veterinärmedicinskt laboratorium. SVA är också nationellt referenslaboratorium enligt EU:s zoonosdirektiv och europeiskt referenslaboratorium på området campylobacter. SVA är en beredskapsmyndighet och hanterar utbrott av allvarliga djursjukdomar och samhällskriser. Myndigheten, som finns i Uppsala, sorterar under Landsbygds- och infrastrukturdepartementet. Vid SVA arbetar ca 350 veterinärer, forskare, biomedicinska analytiker, IT-personal, ekonomer, HR-experter, tekniker m.fl. Myndigheten började sin verksamhet 1 november 1911 och hade 1911–1943 namnet Statens veterinärbakteriologiska anstalt. Tidigare låg SVA i Stockholm, på Frescati Backe i en byggnad ritad av den välkände svenske Stockholmsarkitekten Gunnar Asplund tillsammans med arkitekten Joel Lundeqvist. Byggnaden stod klar 1944. 
Myndigheten är från 1 oktober 2022 beredskapsmyndighet och ingår i beredskapssektorn livsmedelsförsörjning och dricksvatten.

## Utrotade djursjukdomar i Sverige
Exempel på smittsamma djursjukdomar som utrotats i Sverige:
| År   | Sjukdom |
| ---- | --- |
| 1957 | Smittsam kastsjuka (brucellos) |
| 1958 | Nöttuberkulos |
| 1995 | Aujezkys sjukdom (AD) hos gris, ett herpesvirus som kan vara dödligt för grisarna                                                      |
| 1998 | Herpesvirus hos nöt (IBR/BLV), kan ge feber, sår, hosta och missfall                                                                   |
| 2000 | Leukos (EBL/BLV), tumörsjukdom hos nötkreatur                                                                                          |
| 2007 | Respiratorisk och reproduktionsstörande sjukdom hos gris, (PRRS), en virussjukdom som kan ge missfall och ökad dödlighet hos smågrisar |
| 2008 | Blåtunga, insektsspritt virus som kan ge både lindrig och dödlig sjukdom bland nötkreatur och får                                      |
| 2009 | Bovin virusdiarré, BVD, en virussjukdom som orsakar missfall, missbildningar, diarré och hosta bland kalvar                            |

## Chefer
Myndigheten har haft följande chefer:
| År        | Chef                                               |
| --------- | -------------------------------------------------- |
| 1911–1923 | Arvid Bergman, föreståndare                        |
| 1923–1924 | Edvin Berthold Lehnert, tillförordnad föreståndare |
| 1924–1938 | Sven Wall, föreståndare                            |
| 1938–1958 | Albert Hjärre, föreståndare                        |
| 1958–1982 | Hans-Jörgen Hansen, föreståndare                   |
| 1982–1994 | Göran Hugoson, föreståndare                        |
| 1994–2003 | Lars-Erik Edqvist, generaldirektör                 |
| 2003–2012 | Anders Engvall, generaldirektör                    |
| 2012–2019 | Jens Mattsson, generaldirektör                     |
| 2019–2025 | Ann Lindberg, generaldirektör                      |
| 2025–     | Jan Cedervärn, vikarierande generaldirektör        |

## Statens veterinärmedicinska anstalts uppgifter i krig
Statens veterinärmedicinska anstalt (SVA) har en central roll inom Sveriges civila försvar, särskilt under höjd beredskap och krig. Myndighetens huvuduppgifter i sådana situationer inkluderar:
Sjukdomsövervakning och beredskap: SVA ansvarar för att övervaka smittsamma sjukdomar hos djur, inklusive zoonoser som kan överföras till människor. Genom effektiv övervakning kan smittkällor snabbt identifieras, vilket möjliggör snabb diagnostik och insatser för att begränsa eller stoppa smittspridning.
Dygnet runt-beredskap: SVA upprätthåller en ständig beredskap med jourhavande veterinärer tillgängliga för rådgivning vid misstanke om allvarliga smittsamma djursjukdomar. Laboratorier kan starta diagnostik inom sex timmar vid behov.
Forskning och internationellt samarbete: Genom forskning och deltagande i internationella nätverk inom EU stärker SVA sin specialistkompetens och beredskap, vilket möjliggör effektivt och snabbt utbyte av kunskap och teknik för att hantera smittsamma sjukdomar